# سی بریز (نیوجرسی)
سی بریز (به انگلیسی: Sea Breeze) یک منطقهٔ مسکونی در ایالات متحده آمریکا است که در Fairfield Township واقع شده‌است. سی بریز ۱ متر بالاتر از سطح دریا واقع شده‌است.